# Mobile Suit Gundam 0083: Stardust Memory
Mobile Suit Gundam 0083 : Stardust Memory (機動戦士ガンダム0083 STARDUST MEMORY, Kidō Senshi Gandamu 0083 Stardust Memory) est une série de treize OAV japonais réalisés en 1991 par Mitsuko Kase et Takashi Imanishi. Chronologiquement, son scénario fait suite à Mobile Suit Gundam au sein de la franchise du même nom. Le succès fut très important sur l'Archipel, si bien que la série a été condensée en un film en 1992 : Mobile Suit Gundam 0083 : Le crépuscule de Zeon.
Seul le film a été commercialisé en français par Beez.

## Synopsis
L’histoire se déroule quatre ans après la fin de la guerre d’indépendance de Zeon (relatée dans MSG), qui s’était soldée par la victoire de La Fédération sur le duché de Zeon. Néanmoins, les vaincus d’alors formèrent des groupuscules pour continuer la lutte dans l’ombre. C’est ainsi qu’en l’an U.C. 0083, les survivants de Zeon apprennent l’existence de deux prototypes Gundam équipé d’armes nucléaires. Ils chargent alors l’un des leurs, un pilote d’élite nommé Gatō, de s’infiltrer dans la base fédérale et de voler une des deux machines – le but de l’opération étant bien sûr la résurrection du duché. Mission qu’il réussit parfaitement, même s’il est pris en chasse par un jeune soldat impulsif aux commandes du second Gundam : Kō Uraki. Ce dernier n’est cependant pas de taille à lutter contre un pilote chevronné comme Gatō.
À la suite de ce coup d’éclat, la Fédération envoie une unité pour récupérer coûte que coûte le prototype dérobé ; on y retrouve bien sûr Kō Uraki, qui, au fil des combats et de ses dons de combattant, devient le grand rival de Gatō. Mais lorsque Zeon utilise l’arme nucléaire du Gundam contre une colonie de la Fédération, les événements prennent une tournure plus dramatique et révèlent à tous la force militaire et stratégique du groupe rebelle.

## Analyse et commentaire

### Personnages
Les personnages peuvent être divisés en deux organisations, que sont la Fédération et Zeon,.

#### Fédération terrienne
Kō Uraki (コウ・ウラキ)
Personnage principal de l’anime, Kō Uraki est un jeune pilote de la Fédération relativement introverti. Il se révèle cependant un combattant courageux lorsqu’il se lance à la poursuite du Gundam volé, et gagne peu à peu confiance en soi et en ses grandes capacités ; il entretient d’ailleurs rapidement une relation de rivalité avec Gatō, pilote d’élite de Zeon. Au niveau relationnel, il provoque nombre de tensions au sein de son unité, en raison de la jalousie de le voir piloter de Gundam, et il tombe rapidement amoureux de Nina. On peut noter que contrairement à de nombreuses autres séries Gundam, Kō Uraki n’est pas un adolescent impliqué par hasard dans la guerre, mais bien un soldat dès le début.
Nina Purpleton (ニナ・パープルトン)
Passionnée de mécanique et de robots, Nina est ingénieur dans l’entreprise de construction de mobile suit Anaheim Electronics ; c’est aussi elle qui est chargée du développement des deux Gundam initiaux, ce qui lui permet de faire la rencontre de Kō Uraki. Elle tombe rapidement amoureuse de ce dernier, mais cette relation est perturbée par son ancienne idylle avec Gatō, quelques années plus auparavant. Nina sert clairement de ressort émotionnel dans la série, du fait de sa position entre les deux rivaux.
Chuck Keith (チャック・キース)
Meilleur ami de Kō Uraki et soldat tout comme lui, Chuck est surtout blagueur et extraverti. Son rôle dans l’histoire ne va cependant guère plus loin.
South Burning (サウス・バニング, Sausu Baningu)
South Burning est un vétéran très expérimenté, qui assume la formation des pilotes débutants comme Kō Uraki ou Keith ; il prend d’ailleurs ces derniers sous son aile, notamment lorsque Kō provoque quelques tensions dans l’équipage. Son statut de militaire chevronné lui vaut les missions délicates comme l’espionnage. Au cours de la série, il sera le premier à entrevoir le plan de Delaz, mais meurt avant de pouvoir transmettre ses conclusions, événement qui affecte particulièrement Kō.
Équipage de l’Albion
On retrouve dans l’équipage de Kō Uraki divers autres personnages secondaires : Eiphar Synapse (エイパー・シナプス), le commandant de l’unité perspicace et sagace, Bernard Monsha (ベルナルド・モンシア), coureur de jupon antipathique qui se pose immédiatement en rival de Kō, ou encore Mōra Bascht (モーラ・バシット), mécanicienne et confidente de Nina.

#### Zeon
Anavel Gatō (アナベル・ガトー, Anaberu Gatō)
Personnage ambigu, c’est le rival de Kō Uraki et un pilote de génie, connu depuis la guerre d’Un An par le surnom de « cauchemar de Solomon ». Bien que faisant partie de Zeon, il est présenté sous un jour humain, avec ses faiblesses (sa fierté, son fanatisme) et ses qualités (il est sensible et guidé par un vrai idéal). Véritable fer de lance de la flotte de Delaz, il participe à presque toutes les batailles ou manœuvres stratégiques.
Aiguille Delaz (エギーユ・デラーズ)
Meneur du mouvement rebelle, il ourdit dans l’ombre un plan de destruction de la Fédération depuis la fin de la guerre d’Un An : l’opération Stardust. C’est un redoutable stratège qui n’hésite pas à envisager les moyens les plus radicaux pour parvenir à ses fins. Néanmoins, l’homme est avant tout dépeint comme digne et idéaliste, ce qui lui vaut d’être trahi par certains de ses subordonnées au cours de la série.
Cima Garahau (シーマ・ガラハウ)
Ancienne pilote d’élite du duché de Zeon, elle est à la fin de la guerre d’Un An trahi par ce dernier et devient pirate de l’espace. Elle s’allie toutefois avec Delaz par intérêt, et mène pour lui une flotte de mobile suits chargée des missions peu amènes ; en effet, Cima est cruelle et sans scrupule. Vouant une véritable haine envers Zeon depuis la fin de la guerre, elle trahit Delaz et tentera ensuite d’écraser l’équipage de Kō.

### Teneur du scénario
Le scénario s’inscrit pleinement dans le style narratif de Gundam. D’un point de vue humain, il repose en partie sur la rivalité entre Kō Uraki et Gatō, et aborde la psychologie de tous les personnages, même secondaires, en évitant tout manichéisme. Plus généralement, il repose sur l’opposition stratégique et militaire entre la Fédération et les survivants de Zeon, ce qui se traduit naturellement pas des guerres et des trahisons politiques qui affectent les protagonistes. Le personnage de Nina est ainsi l’exemple type dans Gundam d’une civile prise dans la tourmente de la guerre, entre peur, tristesse et parfois détermination, ce qui induit un côté dramatique récurrent dans l’univers Gundam. Bien sûr, une place est réservée aux combats de mobile suits, mais les relations entre les personnages ont souvent une plus grande importance.
Comme histoire locale s’inscrivant dans une trame plus globale, celle de la saga de l’Universal Century, on retrouve une certaine profondeur et des connexions implicites avec cet univers. En effet, ces OAV se déroulant exactement entre les deux séries Mobile Suit Gundam et Mobile Suit Zeta Gundam, c’est-à-dire les deux anime fondateurs de la franchise, ils comblent un certain nombre d’interrogations sur l’enchaînement chronologique des événements. En particulier, on apprend ici pourquoi et dans quel contexte les Titans ont été créés (écraser toute tentative de rébellion contre la Fédération), eux qui deviendront les principaux antagonistes de Zeta Gundam.

### Réception
Mobile Suit Gundam 0083 sort initialement sous forme de VHS du 23 mai 1991 au 24 septembre 1992. Le succès est extrêmement important, tant en termes de vente qu’en termes de critique, puisque nombre de fans de la série considèrent ces OAV comme l’une des meilleures productions Gundam,. D’autres y relèvent cependant quelques longueurs et incohérences par endroits, ainsi qu’un manque d’originalité en comparaison avec les premiers opus de la franchise. Capitalisant les bons résultats de Mobile Suit Gundam 0080, ce nouveau succès montra finalement aux producteurs que les OAV étaient un format économiquement viable.
Un effet pervers de cette réussite fut peut-être la concurrence imprévue avec le film Mobile Suit Gundam F91, qui fut lui un échec. Le but de ce dernier était pourtant d’explorer un tout nouveau contexte en dehors de la saga de l’Universal Century ; cependant, le public n’adhéra pas et c’est Mobile Suit Gundam 0083 qui fut plébiscité.

## Fiche technique
Sauf mention contraire, cette fiche a été réalisée d'après les informations fournies par Bandai, l'IMDb et Anime News Network.
- Titre : Mobile Suit Gundam 0083 : Stardust Memory
- Genre : anime
- Origine :  Japon
- Date de sortie : 23 mai 1991
- Format : 13 OAV de 30 minutes

### Équipe de réalisation
- D’après une idée de : Hajime Yatate et Yoshiyuki Tomino
- Réalisation : Mitsuko Kase et Takashi Imanishi
- Scénario : Akinori Endo, Asahide Ookuma, Fuyunori Gobu, Ryousuke Takahashi
- Musiques : Mitsuo Hagita
- Conception des personnages : Toshihiro Kawamoto
- Conception des mechas : Hajime Katoki, Mika Akitaka, Shōji Kawamori, Yasushi Ishizu, Hirotoshi Sano
- Direction de l’animation : Hiroki Kanno, Hiroshi Osaka, Toshihiro Kawamoto, Toshihiro Kawamoto
- Direction artistique : Junichi Azuma
- Direction de la photographie : Atsushi Okui
- Direction du son : Yasuo Uragami
- Production : Masuo Ueda, Minoru Takanashi
- Studio : Sunrise

### Doublage original
- Akio Ohtsuka : Anavel Gatō
- Rei Sakuma : Nina Purpleton
- Ryō Horikawa : Kō Uraki
- Chafurin : Bernard Monsha
- Chikao Ōtsuka : Eiphar Synapse
- Daisuke Gouri : Bask Om
- Kazue Ikura : Mōra Bascht
- Kazuhiko Kishino : Ivan Pasarov
- Kiyoshi Kobayashi : Aguille Delaz
- Kōji Totani : Alpha A. Bate
- Mari Mashiba : Cima Garahau
- Masako Katsuki : Lucette Audevie
- Masashi Sugawara : South Burning
- Tomomichi Nishimura : Jamitov Hyman
- Yoku Shioya : Nick Orville
- Yoshiharu Yamada : Chuck Keith
- Yoshiko Sakakibara : Hamān Karn
- Yuji Mikimoto : Chap Adel

### Musiques
Génériques d’ouverture
1. Back to Paradise  de Miki Matsubara (épisode 1)
2. The Winner de Miki Matsubara (épisodes 2 à 7)
3. Men of Destiny de MIO (épisodes 8 à 12)

Génériques de fin
1. Magic de Jacob Wheeler (épisodes 1 à 7)
2. Evergreen de MIO (épisodes 8 à 13)

Actuellement, six albums et trois singles ont été commercialisés à partir des musiques des OAV.

### Liste des épisodes
La liste des épisodes est indiquée ci-dessous (les OAV n'ayant pas été diffusés en français, les titres sont des traductions officieuses).
| No | Titre français                  | Titre japonais         | Titre japonais            | Date de 1re diffusion |
| No | Titre français                  | Kanji                  | Rōmaji                    | Date de 1re diffusion |
| -- | ------------------------------- | ---------------------- | ------------------------- | --------------------- |
| 01 | Vol de Gundam                   | ガンダム強奪           | Gundam Goudatsu           | 23 mai 1991           |
| 02 | Poursuite sans fin              | 終わりなき追撃         | Owarinaki Tsuigeki        | 27 juin 1991          |
| 03 | Albion, décollage !             | 出撃アルビオン         | Shutsugeki Albion         | 22 août 1991          |
| 04 | Bataille dans le désert ardent  | 熱砂の攻防戦           | Nessa no Kōbousen         | 26 septembre 1991     |
| 05 | Gundam, vers la mer étoilée     | ガンダム、星の海へ     | Gundam, Hoshi no Ume He   | 24 octobre 1991       |
| 06 | Le Guerrier de Von Braun        | フォン・ブラウンの戦士 | Von Braun no Senshi       | 21 novembre 1991      |
| 07 | Dans un flamboiement bleuté     | 蒼く輝く炎で           | Aoku Kagayaku Honoo de    | 20 février 1992       |
| 08 | Un monde de complots            | 策謀の宙域             | Sakubou no Chuuiki        | 23 avril 1992         |
| 09 | Le Cauchemar de Solomon         | ソロモンの悪夢         | Solomon no Akumu          | 21 mai 1992           |
| 10 | Fracas sur le champ de bataille | 激突戦域               | Gekitotsu Sen’iki         | 21 juin 1992          |
| 11 | La Vie en Rose                  | ラビアンローズ         | La Vie en Rose            | 21 août 1992          |
| 12 | Bataille décisive               | 強襲、阻止限界点       | Kyoushuu, soshi Gankaiten | 24 septembre 1992     |
| 13 | La tempête fait rage            | 駆け抜ける嵐           | Kakenukeru Arashi         | 24 septembre 1992     |

## Autres médias

### Film
Le scénario des OAV a été compilé en un film d’animation de deux heures intitulé Mobile Suit Gundam 0083 : Le crépuscule de Zeon. Réalisé par Takashi Imanishi, il sort le 29 août 1992 au Japon. Ce film a depuis été commercialisé en version sous-titrée français par Beez le 7 novembre 2005.

### Nouvelles et mangas
Comme souvent dans la franchise, l'histoire de Mobile Suit Gundam 0083 fut publiée sous forme de nouvelle par Hiroshi Yamaguchi à partir du 1er février 1992, en trois volumes, ainsi que sous forme de manga par Mitsuru Kadoya en 1992. De décembre 1993 à décembre 1994, treize albums de 48 pages composés de dessins des OAV et des paroles correspondantes sont également commercialisés. Plus récemment, l'histoire a été reprise dans un manga de Masafumi Matsūra en 2000, intitulé Mobile Suit Gundam 0083: Heroes of Stardust.

### Autre
On peut enfin noter l'existence de deux histoires annexes écrites pour le radiothéâtre, intitulées « ルンガ沖砲撃戦, Runga-Oki Hōgekisen » et « 宇宙の蜉蝣, Uchū no Kagerō » ; ces deux intrigues sont reprises dans le jeu pour PlayStation 2 Mobile Suit Gundam: Encounters in Space.
Quant au domaine du jeu vidéo, on retrouve en 2007 une mouture de Gundam 0083 sur les bornes d'arcade Naomi 2 intitulée Mobile Suit Gundam 0083 Card Builder.